# Sarcophaga kobachidzei
Sarcophaga kobachidzei är en tvåvingeart som först beskrevs av Gudjabidze 1965.  Sarcophaga kobachidzei ingår i släktet Sarcophaga och familjen köttflugor. Inga underarter finns listade i Catalogue of Life.